# Драфт НБА 2012
Драфт НБА 2012 року відбувся 28 червня в Пруденшл-центрі в Нюарку. Його транслювала телекомпанія ESPN. Команди Національної баскетбольної асоціації (NBA) по черзі вибирали найкращих випускників коледжів, а також інших кандидатів, офіційно зареєстрованих для участі в драфті, зокрема іноземців. Уперше на одному драфті обрали двох гравців з однієї й тієї самої школи (Ентоні Девіс і Майкл Кідд-Гілкріст грали в одній команді в Кентуккі).
На цьому драфті вперше взяла участь команда Бруклін Нетс. Востаннє взяли участь Нью-Орлінс Горнетс, оскільки після сезону 2012–2013 цю франшизу перейменовано на Нью-Орлінс Пеліканс. Під назвою Пеліканс вони вперше взяли участь у драфті 2013.

## Драфт
| РЗ | Розігруючий захисник | АЗ | Атакувальний захисник | ЛФ | Легкий форвард | ВФ | Важкий форвард | C | Центровий |

| ^ | Позначає гравців, обраних у Баскетбольну залу слави Нейсміта                                                        |
| * | Позначає гравців, які взяли участь принаймні в одній грі матчу всіх зірок НБА і потрапили до Збірної всіх зірок НБА |
| + | Позначає гравців, які взяли участь принаймні в одній грі матчу всіх зірок НБА                                       |
| x | Позначає гравців, які принаймні один раз потрапили до Збірної всіх зірок НБА                                        |
| # | Позначає гравців, які жодного разу не грали в регулярному сезоні НБА або плей-оф                                    |

| Раунд | Вибір | Гравець             | Позиція | Громадянство | Команда НБА                                                        | Коледж/Клуб                    |
| ----- | ----- | ------------------- | ------- | ------------ | ------------------------------------------------------------------ | ------------------------------ |
| 1     | 1     | Ентоні Девіс*       | ВФ/C    | США          | Нью-Орлінс Горнетс                                                 | Кентуккі (Фр.)                 |
| 1     | 2     | Майкл Кідд-Гілкріст | ЛФ      | США          | Шарлот Бобкетс                                                     | Кентуккі (Фр.)                 |
| 1     | 3     | Бредлі Біл          | АЗ      | США          | Вашингтон Візардс                                                  | Флорида (Фр.)                  |
| 1     | 4     | Діон Вейтерс        | АЗ      | США          | Клівленд Кавальєрс                                                 | Сірак'юс (Соф.)                |
| 1     | 5     | Томас Робінсон      | ВФ      | США          | Сакраменто Кінґс                                                   | Канзас (Дж.)                   |
| 1     | 6     | Дем'єн Ліллард*     | РЗ      | США          | Портленд Трейл-Блейзерс (від Бруклін)                              | Вебер Стейт (Дж.)              |
| 1     | 7     | Гаррісон Барнс      | ЛФ      | США          | Голден-Стейт Ворріорс                                              | Північна Кароліна (Соф.)       |
| 1     | 8     | Терренс Росс        | АЗ      | США          | Торонто Репторз                                                    | Вашингтон (Соф.)               |
| 1     | 9     | Андре Драммонд*     | C       | США          | Детройт Пістонс                                                    | Коннектикут (Фр.)              |
| 1     | 10    | Остін Ріверс        | АЗ      | США          | Нью-Орлінс Горнетс (від Міннесота через ЛА Кліпперс)               | Дьюк (Фр.)                     |
| 1     | 11    | Меєрс Леонард       | C       | США          | Портленд Трейл-Блейзерс                                            | Іллінойс (Соф.)                |
| 1     | 12    | Джеремі Лемб        | АЗ      | США          | Х'юстон Рокетс (від Мілвокі)                                       | Коннектикут (Соф.)             |
| 1     | 13    | Кендалл Маршалл     | РЗ      | США          | Фінікс Санз                                                        | Північна Кароліна (Соф.)       |
| 1     | 14    | Джон Генсон         | ВФ      | США          | Мілвокі Бакс (від Х'юстон)                                         | Північна Кароліна (Дж.)        |
| 1     | 15    | Моріс Гарклс        | ЛФ      | Пуерто-Рико  | Філадельфія Севенті-Сіксерс                                        | Сент Джонс (Фр.)               |
| 1     | 16    | Ройс Вайт           | ВФ      | США          | Х'юстон Рокетс (від Нью-Йорк)                                      | Айова Стейт (Соф.)             |
| 1     | 17    | Тайлер Зеллер       | C       | США          | Даллас Маверікс (проданий у Клівленд)                              | Північна Кароліна (Ср.)        |
| 1     | 18    | Терренс Джонс       | ВФ      | США          | Х'юстон Рокетс (від Юта через Міннесота)                           | Кентуккі (Соф.)                |
| 1     | 19    | Ендрю Ніколсон      | ВФ      | Канада       | Орландо Меджик                                                     | Сейнт-Бонавенче (Ср.)          |
| 1     | 20    | Еван Фурньє         | АЗ      | Франція      | Денвер Наггетс                                                     | Poitiers Basket (Франція)      |
| 1     | 21    | Джаред Саллінджер   | ВФ      | США          | Бостон Селтікс                                                     | Ohio St. (Соф.)                |
| 1     | 22    | Фаб Мело            | C       | Бразилія     | Бостон Селтікс (від ЛА Кліпперс через Оклахома Сіті)               | Сірак'юс (Соф.)                |
| 1     | 23    | Джон Дженкінс       | АЗ      | США          | Атланта Гокс                                                       | Вандербілт (Дж.)               |
| 1     | 24    | Джаред Каннінгем    | АЗ      | США          | Клівленд Кавальєрс (від ЛА Лейкерс, проданий у Даллас)             | Орегон Стейт (Дж.)             |
| 1     | 25    | Тоні Ротен          | РЗ      | США          | Мемфіс Ґріззліс                                                    | Вашингтон (Фр.)                |
| 1     | 26    | Майлз Пламлі        | C       | США          | Індіана Пейсерз                                                    | Дьюк (Ср.)                     |
| 1     | 27    | Арнетт Мултрі       | ВФ      | США          | Маямі Гіт (проданий у Філадельфія)                                 | Mississippi St. (Дж.)          |
| 1     | 28    | Перрі Джонс III     | ЛФ      | США          | Оклахома-Сіті Тандер                                               | Бейлор (Соф.)                  |
| 1     | 29    | Маркіз Тіг          | РЗ      | США          | Чикаго Буллз                                                       | Кентуккі (Фр.)                 |
| 1     | 30    | Фестус Езелі        | C       | Нігерія      | Голден-Стейт Ворріорс (від Сан-Антоніо)                            | Вандербілт (Ср.)               |
| 2     | 31    | Джеффрі Тейлор      | ЛФ      | Швеція       | Шарлот Бобкетс                                                     | Вандербілт (Ср.)               |
| 2     | 32    | Томаш Саторанський  | АЗ      | Чехія        | Вашингтон Візардс                                                  | Banca Cívica Sevilla (Іспанія) |
| 2     | 33    | Бернард Джеймс      | C       | США          | Клівленд Кавальєрс (проданий у Даллас)                             | Флорида Стейт (Ср.)            |
| 2     | 34    | Джей Краудер        | ЛФ      | США          | Клівленд Кавальєрс (від Нью-Орлінс через Маямі, проданий у Даллас) | Маркетт (Ср.)                  |
| 2     | 35    | Дреймонд Грін*      | ВФ      | США          | Голден-Стейт Ворріорс (від Бруклін)                                | Мічиган Стейт (Ср.)            |
| 2     | 36    | Орландо Джонсон     | АЗ      | США          | Сакраменто Кінґс (проданий у Індіана)                              | УК в Санта-Барбарі (Ср.)       |
| 2     | 37    | Квінсі Ейсі         | ВФ      | США          | Торонто Репторз                                                    | Бейлор (Ср.)                   |
| 2     | 38    | Квінсі Міллер       | ЛФ      | США          | Денвер Наггетс (від Голден-Стейт через Нью-Йорк)                   | Бейлор (Фр.)                   |
| 2     | 39    | Кріс Міддлтон       | ЛФ      | США          | Детройт Пістонс                                                    | Texas A&M (Дж.)                |
| 2     | 40    | Вілл Бартон         | АЗ      | США          | Портленд Трейл-Блейзерс (від Міннесота через Х'юстон)              | Мемфіс (Соф.)                  |
| 2     | 41    | Тишон Тейлор        | РЗ      | США          | Портленд Трейл-Блейзерс (проданий у Бруклін)                       | Канзас (Ср.)                   |
| 2     | 42    | Дорон Лемб          | АЗ      | США          | Мілвокі Бакс                                                       | Кентуккі (Соф.)                |
| 2     | 43    | Майк Скотт          | ВФ      | США          | Атланта Гокс (від Фінікс)                                          | Вірджинія (Ср.)                |
| 2     | 44    | Кім Інгліш          | АЗ      | США          | Детройт Пістонс (від Х'юстон)                                      | Міссурі (Ср.)                  |
| 2     | 45    | Джастін Гамільтон   | C       | США          | Філадельфія Севенті-Сіксерс (проданий у Маямі)                     | ЛСЮ (Дж.)                      |
| 2     | 46    | Даріус Міллер       | ЛФ      | США          | Нью-Орлінс Горнетс (від Даллас через Вашингтон)                    | Кентуккі (Ср.)                 |
| 2     | 47    | Кевін Мерфі         | АЗ      | США          | Юта Джаз                                                           | Теннессі Тек (Ср.)             |
| 2     | 48    | Костас Папаніколау  | ЛФ      | Греція       | Нью-Йорк Нікс                                                      | Олімпіакос (Греція)            |
| 2     | 49    | Кайл О'Квінн        | ВФ      | США          | Орландо Меджик                                                     | Норфолк Стейт (Ср.)            |
| 2     | 50    | Іззет Тюрк'їлмаз#   | ВФ      | Туреччина    | Денвер Наггетс                                                     | Banvit (Туреччина)             |
| 2     | 51    | Кріс Джозеф         | ЛФ      | Канада       | Бостон Селтікс                                                     | Сірак'юс (Ср.)                 |
| 2     | 52    | Огнєн Кузмич        | C       | Сербія       | Голден-Стейт Ворріорс (від Атланта)                                | Clinicas Rincón (Іспанія)      |
| 2     | 53    | Фуркан Алдемір      | ВФ      | Туреччина    | Лос-Анджелес Кліпперс                                              | Galatasaray (Туреччина)        |
| 2     | 54    | Торніке Шенгелія    | ЛФ      | Грузія       | Філадельфія Севенті-Сіксерс (від Мемфіс, проданий у Бруклін)       | Spirou Charleroi (Бельгія)     |
| 2     | 55    | Даріус Джонсон-Одом | АЗ      | США          | Даллас Маверікс (від ЛА Лейкерс, traded back to the L.A. Lakers)   | Маркетт (Ср.)                  |
| 2     | 56    | Томіслав Зубчич#    | ВФ      | Хорватія     | Торонто Репторз (від Індіана)                                      | Цибона (Хорватія)              |
| 2     | 57    | Ількан Караман#     | ВФ      | Туреччина    | Бруклін Нетс (від Маямі)                                           | Pınar Karşıyaka (Туреччина)    |
| 2     | 58    | Роббі Гуммель       | ЛФ      | США          | Міннесота Тімбервулвз (від Оклахома Сіті)                          | Пердью (Ср.)                   |
| 2     | 59    | Маркус Денмон#      | РЗ      | США          | Сан-Антоніо Сперс                                                  | Міссурі (Ср.)                  |
| 2     | 60    | Роберт Сакре        | C       | Канада       | Лос-Анджелес Лейкерс (від Чикаго через Мілвокі і Бруклін)          | Гонзага (Ср.)                  |

1. ↑  Громадянство означає національну збірну гравця, або яку країну він представляє. Якщо гравець не грав на міжнародному рівні, тоді цей пункт означає за збірну якої країни він може грати за правилами FIBA.
2. ↑  Maurice Harkless was born and raised in the United States, his maternal grandfather is Puerto Rican. He has committed to represent Пуерто-Рико internationally since 2014.[6]
3. ↑  Ognjen Kuzmić was born in SR Bosnia-Herzegovina, яка була частиною СФРЮ (зараз Боснія і Герцеговина), але грав за збірну Сербії since 2014.[30]
4. ↑  Robert Sacre народився в США to an American father and a Canadian mother. He грав за збірну Канади починаючи з 2010 року.[38]

## Помітні гравці, яких не задрафтовано
Жодна з команд не обрала цих гравців на драфті 2012 року, але вони зіграли принаймні одну гру в НБА.
| Гравець              | Позиція | Громадянство  | Коледж/Клуб                     |
| -------------------- | ------- | ------------- | ------------------------------- |
| Кент Базмор          | АЗ/SF   | США           | Олд Домініон (Ср.)              |
| Дрю Гордон           | ВФ      | США           | Нью-Мексико (Ср.)               |
| ДжаМайчл Грін        | ВФ/C    | США           | Алабама (Ср.)                   |
| Хорхе Гутьєррес      | РЗ/SG   | Мексика       | Каліфорнія (Ср.)                |
| Кріс Джонсон         | ЛФ/SG   | США           | Дейтон (Ср.)                    |
| ДеКван Джонс         | ЛФ/SG   | США           | Маямі (Ср.)                     |
| Кевін Джонс          | ВФ      | США           | Вест Вірджинія (Ср.)            |
| Ніколас Лапровіттола | РЗ      | Аргентина     | Club Atlético Lanús (Аргентина) |
| Скотт Машаду         | РЗ      | США/ Бразилія | Iona (Ср.)                      |
| Тоні Мітчелл         | ЛФ      | США           | Алабама (Дж.)                   |
| Туре Маррі           | АЗ/PG   | США           | Вічита Стейт (Ср.)              |
| Джеймс Наннлі        | ЛФ/SG   | США           | УК в Санта-Барбарі (Ср.)        |
| Джонатон Сімонс      | АЗ/SF   | США           | Х'юстон (Дж.)                   |
| Генрі Сімс           | ВФ/C    | США           | Джорджтаун (Ср.)                |
| Кріс Сміт            | РЗ      | США           | Луїсвілл (Ср.)                  |
| Голліс Томпсон       | ЛФ/SG   | США           | Джорджтаун (Дж.)                |
| Каспер Вейр          | РЗ      | США           | Лонг-Біч Стейт (Ср.)            |
| Маалік Вейнс         | РЗ      | США           | Вілланова (Дж.)                 |

## Драфтова лотерея
НБА щорічно проводить лотерею перед драфтом, щоб визначити порядок вибору на драфті командами, які не потрапили до плей-оф у попередньому сезоні. Кожна команда, яка не потрапила до плей-оф, має шанс виграти один з трьох перших виборів, проте клуби, які показали найгірше співвідношення перемог до поразок у минулому сезоні, мають найбільші шанси на це. Після того, як визначено перші три вибори, решта команд відсортовуються відповідно до їх результатів у попередньому сезоні.
Лотерея відбулась 30 травня в Disney/ABC Times Square Studio в Нью-Йорку. Нью-Орлінс Горнетс виграв перший загальний вибір, маючи шанс 13.7% на це. Тоді власником Горнетс була сама ліга і це знову викликало думки про змову під час лотереї. Шарлот Бобкетс, який мав найгірше співвідношення перемог до поразок і найбільші шанси, виграли другий вибір.
Нижче вказано шанси для кожної з команд витягнути певний номер під час драфтової лотереї 2012 року, числа округлено до третьої цифри після коми.
| ^ | Позначає дійсні результати лотереї |

| Команда                   | Результати в сезоні 2011–2012 | Шанси в лотереї | Вибір | Вибір | Вибір | Вибір | Вибір | Вибір | Вибір | Вибір | Вибір | Вибір | Вибір | Вибір | Вибір | Вибір |
| Команда                   | Результати в сезоні 2011–2012 | Шанси в лотереї | 1-й   | 2-й   | 3-й   | 4-й   | 5-й   | 6-й   | 7-й   | 8-й   | 9-й   | 10-й  | 11-й  | 12-й  | 13-й  | 14th  |
| ------------------------- | ----------------------------- | --------------- | ----- | ----- | ----- | ----- | ----- | ----- | ----- | ----- | ----- | ----- | ----- | ----- | ----- | ----- |
| Шарлот Бобкетс            | 7–59                          | 250             | ,250  | ,215^ | ,177  | ,358  | —     | —     | —     | —     | —     | —     | —     | —     | —     | —     |
| Вашингтон Візардс         | 20–46                         | 199             | ,199  | ,188  | ,171^ | ,319  | ,124  | —     | —     | —     | —     | —     | —     | —     | —     | —     |
| Клівленд Кавальєрс        | 21–45                         | 138             | ,138  | ,143  | ,145  | ,238^ | ,290  | ,046  | —     | —     | —     | —     | —     | —     | —     | —     |
| Нью-Орлінс Горнетс        | 21–45                         | 137             | ,137^ | ,141  | ,145  | ,085  | ,323  | ,156  | ,013  | —     | —     | —     | —     | —     | —     | —     |
| Сакраменто Кінґс          | 22–44                         | 76              | ,076  | ,084  | ,095  | —     | ,262^ | ,385  | ,094  | ,004  | —     | —     | —     | —     | —     | —     |
| Бруклін Нетс1[›]          | 22–44                         | 75              | ,075  | ,083  | ,094  | —     | —     | ,414^ | ,294  | ,039  | ,001  | —     | —     | —     | —     | —     |
| Голден-Стейт Ворріорс     | 23–43                         | 36              | ,036  | ,042  | ,049  | —     | —     | —     | ,600^ | ,253  | ,021  | ,000  | —     | —     | —     | —     |
| Торонто Репторз           | 23–43                         | 35              | ,035  | ,040  | ,048  | —     | —     | —     | —     | ,704^ | ,165  | ,008  | ,000  | —     | —     | —     |
| Детройт Пістонс           | 25–41                         | 17              | ,017  | ,020  | ,024  | —     | —     | —     | —     | —     | ,813^ | ,122  | ,004  | ,000  | —     | —     |
| Міннесота Тімбервулвз2[›] | 26–40                         | 11              | ,011  | ,013  | ,016  | —     | —     | —     | —     | —     | —     | ,870^ | ,089  | ,002  | ,000  | —     |
| Портленд Трейл-Блейзерс   | 28–38                         | 8               | ,008  | ,009  | ,012  | —     | —     | —     | —     | —     | —     | —     | ,907^ | ,063  | ,001  | ,000  |
| Мілвокі Бакс              | 31–35                         | 7               | ,007  | ,008  | ,010  | —     | —     | —     | —     | —     | —     | —     | —     | ,935^ | ,039  | ,000  |
| Фінікс Санз               | 33–33                         | 6               | ,006  | ,007  | ,009  | —     | —     | —     | —     | —     | —     | —     | —     | —     | ,960^ | ,018  |
| Х'юстон Рокетс            | 34–32                         | 5               | ,005  | ,006  | ,007  | —     | —     | —     | —     | —     | —     | —     | —     | —     | —     | ,982^ |

^ 1: Бруклін Нетс' pick was conveyed to Портленд Трейл-Блейзерс.

^ 2: Міннесота Тімбервулвз' pick was conveyed в Нью-Орлінс Горнетс через Лос-Анджелес Кліпперс.

## Угоди щодо драфт-піків

### Угоди перед драфтом
До дня драфту відбулись такі угоди, результатом яких став обмін драфт-піками між командами.
1. 1 2  15 березня 2012, Портленд Трейл-Блейзерс придбав Мехмет Окур, Шон Вільямс і майбутній умовний драфт-пік першого раунду (6-й пік) від Нью-Дже́рсі Нетс (тепер Бруклін Нетс) в обмін на Джеральд Воллес.[2]
2. 1 2  14 грудня 2011, Нью-Орлінс Горнетс придбав Ерік Гордон, Аль-Фарук Аміну, Кріс Каман і Міннесота Тімбервулвз' драфт-пік першого раунду 2012 року (10-й пік) від Лос-Анджелес Кліпперс в обмін на Кріс Пол і два драфт-піки другого раунду 2015 року.[3] Перед цим, 12 серпня 2005, Кліпперс придбав Sam Cassell і майбутній умовний драфт-пік першого раунду від Тімбервулвз в обмін на Марко Ярич і Лайонел Чалмерс.[4]
3. 1 2  27 червня 2012, Х'юстон Рокетс придбав Джон Брокман, Джон Луер, Шон Лівінгстон і 12-й пік від Мілвокі Бакс в обмін на Самуель Далембер і 14-й пік.[5]
4. ↑  18 лютого 2010, Х'юстон Рокетс придбав Джордан Гілл, Джаред Джеффріс, майбутній умовний драфт-пік першого раунду (16-й пік) and the option to swap драфт-пік першого раунду 2011 року від Нью-Йорк Нікс внаслідок тристороннього обміну за участю the Knicks and the Сакраменто Кінґс.[7]
5. ↑  26 червня 2012, Х'юстон Рокетс придбав 18-й пік від Міннесота Тімбервулвз в обмін на Чейз Бадінгер і драфтові права на Ліор Еліяху.[9] Перед цим, 14 липня 2010, Тімбервулвз придбав Коста Куфос, умовні драфт-піки першого раунду 2011 і 2011 років від Юта Джаз в обмін на Ел Джефферсон.[10]
6. ↑  24 лютого 2011, Бостон Селтікс придбав Джефф Грін, Ненад Крстич і Лос-Анджелес Кліпперс' first-round draft pick (22-й пік) від Оклахома-Сіті Тандер в обмін на Кендрік Перкінс і Нейт Робінсон.[11] Перед цим, 24 червня 2010, Тандер придбав майбутній умовний драфт-пік першого раунду від Кліпперс в обмін на драфтові права на Ерік Бледсо.[12]
7. ↑  15 березня 2012, Клівленд Кавальєрс придбав Джейсон Капоно, Люк Волтон, майбутній умовний драфт-пік першого раунду (24-й пік), the option to swap драфт-пік першого раунду 2013 року і грошову винагороду від Лос-Анджелес Лейкерс в обмін на Рамон Сешинс і Крістіан Еєнга.[13]
8. ↑  15 березня 2012, Голден-Стейт Ворріорс придбав Річард Джефферсон, Т. Дж. Форд і майбутній умовний драфт-пік першого раунду (30-й пік) від Сан-Антоніо Сперс в обмін на Stephen Jackson.[15]
9. ↑  9 липня 2010, Клівленд Кавальєрс придбав два майбутніх умовних драфт-піки першого раундуs, Оклахома-Сіті Тандер's future conditional second-round draft pick, Нью-Орлінс Горнетс' 2012 second-round draft pick (34-й пік) and the option to swap драфт-пік першого раунду 2012 року від Маямі Гіт в обмін на Леброна Джеймса.[16] Перед цим, 25 червня 2009, Гіт придбав 2010 and 2012 second-round draft picks from the Hornets в обмін на драфтові права на Маркус Торнтон.[17]
10. ↑  23 лютого 2011, Голден-Стейт Ворріорс придбав Трой Мерфі and a 2012 second-round draft pick (35-й пік) від Нью-Дже́рсі Нетс (тепер Бруклін Нетс) в обмін на Брендан Райт і Дан Гадзурич.[18]
11. ↑  22 лютого 2011, Денвер Наггетс придбав Вілсон Чендлер, Реймонд Фелтон, Даніло Галлінарі, Тимофій Мозгов, драфт-пік першого раунду 2014 року, Голден-Стейт Ворріорс' 2012 (38-й пік) and 2013 second-round draft picks, the option to swap драфт-пік першого раунду 2016 року і грошову винагороду від Нью-Йорк Нікс внаслідок тристороннього обміну за участю the Knicks і Міннесота Тімбервулвз.[20] Перед цим, 9 липня 2010, Нікс придбали Ентоні Рендольф, Келенна Азубуїке, Ронні Тюріаф and two second-round draft picks від Ворріорз в обмін на Девід Лі.[21][22]
12. ↑  15 березня 2012, Портленд Трейл-Блейзерс придбав Джонні Флінн, Гашім Табіт і Міннесота Тімбервулвз' second-round draft pick (40-й пік) з Х'юстон Рокетс в обмін на Маркуса Кембі.[23] Перед цим, 24 червня 2011, the Rockets acquired Джонні Флінн, драфтові права на Донатас Мотєюнас and a future conditional second-round draft pick від Тімбервулвз в обмін на Brad Miller, драфтові права на Никола Миротич, драфтові права на Чендлер Парсонс і майбутній умовний драфт-пік першого раунду.[24]
13. ↑  14 липня 2010, Атланта Гокс придбав a 2012 second-round draft pick (43-й пік) від Фінікс Санз в обмін на Джош Чілдресс.[26]
14. ↑  25 червня 2009, Детройт Пістонс придбав a future conditional second-round draft pick (44-й пік) і грошову винагороду from Х'юстон Рокетс в обмін на драфтові права на Чейз Бадінгер.[27]
15. ↑  20 червня 2012, Нью-Орлінс Горнетс придбав Rashard Lewis і 46-й пік від Вашингтон Візардс в обмін на Тревор Аріза and Емека Окафор.[28] Перед цим, 10 грудня 2011, Візардз придбали a 2012 second-round draft pick від Даллас Маверікс внаслідок тристороннього обміну за участю Маверікс і Нью-Йорк Нікс.[29]
16. ↑  15 березня 2012, Голден-Стейт Ворріорс придбав a 2012 second-round draft pick (52-й пік) from Атланта Гокс в обмін грошову компенсацію.[31]
17. ↑  4 січня 2012, Філадельфія Севенті-Сіксерс придбав a future conditional second-round draft pick (54-й пік) від Мемфіс Ґріззліс внаслідок тристороннього обміну за участю the Grizzlies і Нью-Орлінс Горнетс.[32]
18. ↑  11 грудня 2011, Даллас Маверікс придбав Ламар Одом and a 2012 second-round draft pick (55-й пік) від Лос-Анджелес Лейкерс в обмін на a future first-round draft pick.[33]
19. ↑  15 березня 2012, Торонто Репторз acquired a 2012 second-round draft pick (56-й пік) і грошову винагороду from the Індіана Пейсерз в обмін на Леандро Барбоза.[35]
20. ↑  5 січня 2009, Нью-Дже́рсі Нетс (тепер Бруклін Нетс) acquired Кріс Квін and a 2012 second-round draft pick (57-й пік) від Маямі Гіт в обмін на a future conditional second-round draft pick.[36]
21. ↑  13 грудня 2011, Міннесота Тімбервулвз acquired Роберт Ваден, a 2012 second-round draft pick (58-й пік) and a future conditional second-round draft pick від Оклахома-Сіті Тандер в обмін на Лазар Гейворд.[37]
22. ↑  15 грудня 2010, Лос-Анджелес Лейкерс придбав Joe Smith, Голден-Стейт Ворріорс' 2011 second-round draft pick and Чикаго Буллз' 2012 second-round draft pick (60-й пік) від Нью-Дже́рсі Нетс (тепер Бруклін Нетс) внаслідок тристороннього обміну за участю the Nets і Х'юстон Рокетс.[39] Перед цим, 25 червня 2010, Нетс придбав the second-round draft pick від Мілвокі Бакс в обмін на Крім Даглас-Робертс.[40] Перед цим, 18 лютого 2010, the Bucks acquired Джон Салмонс, 2011 and 2012 second-round draft picks and the option to swap драфт-пік першого раунду 2010 року from the Bulls в обмін на Хакім Воррік і Джо Александер.[41]

### Угоди під час драфту
У день драфту відбулись такі угоди, які включали задрафтованих гравців
1. 1 2 3 4  Клівленд Кавальєрс придбав Келенна Азубуїке і драфтові права на 17-й драфт-пік Тайлер Зеллер від Даллас Маверікс в обмін на драфтові права на 24-й драфт-пік Джаред Каннінгем, 33rd pick Бернард Джеймс і 34-й драфт-пік Джей Краудер.[8]
2. 1 2  Філадельфія Севенті-Сіксерс придбав драфтові права на 27-й драфт-пік Арнетт Мултрі від Маямі Гіт в обмін на драфтові права на 45-й драфт-пік Джастін Гамільтон and a future first-round draft pick.[14]
3. ↑  Індіана Пейсерз acquired драфтові права на 36-й драфт-пікОрландо Джонсон від Сакраменто Кінґс в обмін грошову компенсацію.[19]
4. ↑  Бруклін Нетс придбав драфтові права на 41st pick Тишон Тейлор from Портленд Трейл-Блейзерс в обмін грошову компенсацію.[25]
5. ↑  Бруклін Нетс придбав драфтові права на 54-й драфт-пік Торніке Шенгелія від Філадельфія Севенті-Сіксерс в обмін грошову компенсацію.[25]
6. ↑  Лос-Анджелес Лейкерс придбав драфтові права на 55-й драфт-пік Даріус Джонсон-Одом від Даллас Маверікс в обмін грошову компенсацію.[34]